# Бахметьевка (Ульяновская область)
Бахме́тьевка — деревня в Инзенском районе Ульяновской области. Входит в состав Коржевского сельского поселения.

## Расположение
Село расположено на северо-востоке Инзенского района, в 50 км от райцентра, на правом берегу реки Суры. От села Новосурск разделяет лишь овраг. Высота центра населённого пункта — 118 м. Связано автодорогой с сёлами Дракино и Стрельниково. 

## История
Деревня основана примерно в середине XIX века. Названа по фамилии помещика Николая Ивановича Бахметьева из села Сосновка.
По местному преданию, первыми её жителями стали крепостные крестьяне из села Сосновка (Карсунский район), которые были выиграны у тамошнего помещика в карты. Отсюда и взялись народные названия деревни: Малая Сосновка, или Сосновочка.
В 1859 году деревня Бахметевка (Сосновка), на Саранском коммерческом тракте, по правому берегу р. Суры, в 12 дворах жило 106 жителей, имелась пристань.
В деревне Бахметьевке (Сосновке) в 1883 году насчитывался 21 двор, проживало 50 мужчин и 52 женщины. 
В 1900 году количество дворов было 28, мужчин — 72 чел., женщин — 80 чел. В XIX в. действовала речная пристань. 
В 1897 году в деревне Бахметьевка (Сосновочка) в 25 дворах жило 144 жителя.
В 1924 году деревня Бахметевка входила в Кунеевский с/с Коржевской волости, в которой в 42 дворах жило 205 человек.

## Население
| 1859 | 2010 |
| ---- | ---- |
| 106  | ↘8   |

## Достопримечательности
- В 500 метрах восточнее деревни, недалеко от Суры, находится холм, который называется Плакун-гора. У подножия Плакун-горы бьют несколько родников — все они объединяются в ручеёк с очень холодной и вкусной водой. Место освящено, с 2008 года здесь находится часовенка[3].